# Andrea Mátay
Dans le nom hongrois Mátay Andrea, le nom de famille précède le prénom, mais cet article utilise l’ordre habituel en français Andrea Mátay, où le prénom précède le nom.
Andrea Mátay (née Erős le 27 septembre 1955 à Budapest) est une athlète hongroise, spécialiste du saut en hauteur.

## Biographie
Elle remporte le titre du saut en hauteur des Championnats d'Europe en salle 1979, à Vienne, en devançant avec un saut à 1,92 m la Polonaise Urszula Kielan et l'Allemande Ulrike Meyfarth. Elle remporte cette même année les Universiades d'été de Mexico. Elle est élue sportive hongroise de l'année 1979.

### Palmarès
| Date | Compétition                    | Lieu            | Résultat | Marque |
| ---- | ------------------------------ | --------------- | -------- | ------ |
| 1973 | Championnats d'Europe en salle | Rotterdam       | 5e       | [ 2 ]  |
| 1976 | Jeux olympiques                | Montréal        | 9e       |        |
| 1977 | Championnats d'Europe en salle | Saint-Sébastien | 4e       | [ 3 ]  |
| 1978 | Championnats d'Europe en salle | Milan           | 4e       | [ 4 ]  |
| 1978 | Championnats d'Europe          | Prague          | 6e       |        |
| 1979 | Championnats d'Europe en salle | Vienne          | 1re      |        |
| 1979 | Universiade                    | Mexico          | 1re      | 1,94 m |
| 1980 | Championnats d'Europe en salle | Sindelfingen    | 2e       |        |
| 1980 | Jeux olympiques                | Moscou          | 10e      |        |
| 1985 | Championnats d'Europe en salle | Athènes         | 6e       |        |
| 1988 | Championnats d'Europe en salle | Budapest        | 7e       | [ 5 ]  |

### Records
| Épreuve         | Épreuve   | Performance | Lieu     | Date             |
| --------------- | --------- | ----------- | -------- | ---------------- |
| Saut en hauteur | Plein air | 1,94 m      | Mexico   | 9 septembre 1979 |
| Saut en hauteur | Salle     | 1,98 m      | Budapest | 17 février 1979  |